# Perón, La revolución justicialista
Perón, La revolución justicialista es una película documental de Argentina filmada en Eastmancolor dirigida por Fernando Solanas y Octavio Getino que se produjo en 1971 y nunca fue estrenada comercialmente.
Consiste en entrevistas a Juan Domingo Perón a cargo de Octavio Getino y Fernando Solanas, realizadas en Madrid entre junio y octubre de 1971. De la misma serie de entrevistas se extrajo el material del documental Perón: Actualización política y doctrinaria para la toma del poder.

## Sinopsis
A mediados de 1971 Fernando Solanas y Octavio Getino realizaron para el Grupo Cine Liberación un largo reportaje a Juan Perón. La película incluye fragmentos musicales y fotomontaje en las primeras secuencias. 
De allí en adelante, sólo el general Perón explicitando la doctrina y la práctica del movimiento justicialista. Este material fue exhibido, legal o clandestinamente, en sindicatos, reuniones de militantes, agrupaciones estudiantiles. Está dividida en dos partes: la primera titulada Antes del Gobierno y En el gobierno, y la segunda titulada En la resistencia e incluye dos cortes para posibilitar la discusión entre los espectadores.

## Producción
Ya en 1969 un integrante del grupo Cine Liberación había realizado a Perón –por mediación de Jorge Antonio una entrevista de alrededor de 3 minutos de duración, que desde 1968 fue exhibido junto a la segunda parte del filme ‘’La hora de los hornos A partir del impacto obtenido con la difusión de ese filme surgió la idea de una entrevista, que contó con el apoyo del exteniente Julian Licastro y de Fernandez Valoni . En 1970 Licastro consiguió que Perón viera varios rollos de La hora de los hornos, para transmitirle la importancia que podía tener para la difusión de sus ideas un reportaje filmado y posteriormente Getino viajó a España; allí fue atendido por José López Rega a quien explicó detalladamente la idea. En un viaje posterior a comienzos de 1971 Getino habló con Perón, quien aprobó el proyecto y prometió responder por escrito.
Esa respuesta llegó el 10 de marzo de 1971 y en ella Perón describió, capítulo por capítulo, los posibles temas que proponía desarrollar e incluía una probable duración de los mismos. Conforme al acuerdo escrito que se realizó, la financiación para la producción corrió a cargo de Jorge Antonio con el compromiso de la conducción del Movimiento Justicialista y de las "62 Organizaciones" de restituirla, sin que los directores y el equipo técnico percibieran honorarios.
En la etapa de realización del documental se incorporó a la filmación Gerardo Vallejo y tuvo la apoyatura técnica de un reducido grupo de españoles.
La entrevista se hizo en el interior de la residencia de Puerta de Hierro entre junio y julio de 1971, finalizando el 10 de este mes. Respecto de las imágenes a incluir sugirió prescindir de la de Juan Bosch, el líder de la oposición dominicana en el exilio contra el régimen de Rafael Leónidas Trujillo durante más de 25 años.
El montaje y proceso de laboratorio se hizo por razones de seguridad en Roma, entre julio y septiembre y el 17 de octubre se hizo en Puerta de Hierro la primera proyección del primer capítulo terminado. Al finalizar 1972, los documentales comenzaron a difundirse en Argentina y pocos meses después, y de manera imprevista para los directores, Bernardo Neustadt difundió por Canal 9 algunas escenas y así por primera vez en 17 años la palabra y la imagen de Perón estuvieron en ese medio.